# Jena
|  | For pigenavnet Jena, se under Jenny |
Jena er en by i den tyske delstat Thüringen med et areal på 114,23 km²
og en befolkning på 104.449 indbyggere (2009). Byens universitet blev grundlagt i 1558.
Under 2. verdenskrig blev Jena en del ødelagt af amerikanske bombeangreb, og efter krigen blev den overtaget af russiske tropper.
Den 15. oktober 1945 var Jenas universitet det første i Tyskland, som kom i gang igen efter krigen. 1946 blev Zeiss- og Schott-fabrikkerne demonteret, og maskiner og specialister sendt til Sovjetunionen. Jena hørte under DDR-tiden til Bezirk Gera (1952-1990).
Ved folkeopstanden 17. juni 1953 protesterede 30.000 af Jenas indbyggere mod DDR-regeringen. Demonstranterne krævede frie valg, Tysklands genforening og DDR-regeringens afgang. For at slå oprøret ned blev der sendt sovjetiske panservåben ind i byen. Der blev indført undtagelsestilstand, og flere hundrede personer blev arresteret. 18. juni 1953 blev den i Jena fødte værkstedsarbejder Alfred Diener, som sammen med to andre havde fremført kravene, henrettet i den sovjetiske kommandanturs bygning i Weimar.

## Billedgalleri
- Jena